# Mycalina
De Mycalina vormen een onderorde in het dierenrijk, in de orde van de Poecilosclerida. Deze onderorde wordt verdeeld in nog 10 families en bevat ongeveer een 280-tal soorten.

## Taxonomie
- Familie Cladorhizidae
- Familie Desmacellidae
- Familie Esperiopsidae
- Familie Guitarridae
- Familie Hamacanthidae
- Familie Isodictyidae
- Familie Merliidae
- Familie Mycalidae
- Familie Podospongiidae
- Familie Sigmaxinellidae